# 二聖モスクの守護者
二聖モスクの守護者（にせいモスクのしゅごしゃ、アラビア語: خَادِمُ ٱلْحَرَمَيْنِ ٱلشَّرِيفَيْنِ, Khādim al-Ḥaramayn aš-Šarīfayn, CTHM）は、イスラム教国の支配者が使用してきた王の称号である。
二つの高貴な聖域のしもべまたは二つの聖なる都市の守護者とも言う。
現代では、サウジアラビアの国王が保持している。この称号は事実上のカリフを意味する場合もあるが、主にはイスラム教で最も神聖なふたつのモスクを守護する義務を直接的に示している。つまり、メッカのマスジド・ハラーム（アラビア語: اَلْمَسْجِدُ ٱلْحَرَامُ）とメディナの預言者のモスク（アラビア語: اَلْمَسْجِدُ ٱلنَّبَوِيُّ）のことであり、どちらもアラビア半島のヒジャーズ地方にある。

## 歴史
この称号を最初に使用した人物は、アイユーブ朝のサラーフッディーン（サラディン）であったと考えられている。
1517年にマムルーク朝を破ってメッカとメディナを掌握した後、オスマン帝国のスルタンのセリム1世もその称号を採用した。スルタン自身は「両聖地の支配者」（アラビア語: حَاكِمُ الْحَرَمَيْن）よりも、「両聖地のしもべ」（アラビア語: خَادِمُ الْحَرَمَيْن）と名乗ることを好んだ  。この称号は、最後のメフメト6世 （在1918年〜1922年）まで、その後のすべてのオスマンのスルタンに使用された。
サウジアラビアでこれを最初に名乗った国王はファイサル王（在1964年～1975年）だった。彼の後継者であるハーリド王は名乗らなかったが、後継者であるファハド王は使用し、それまでの用語である「陛下His Majesty」をこれに置き換えた。現在の王であるサルマーン王も2015年1月23日に彼の異母兄であるアブドゥッラー王が亡くなった後に同じ称号を得た。